# HD195638
HD195638 — хімічно пекулярна зоря спектрального класу F2, що має видиму зоряну величину в смузі V приблизно  8,7.
Вона  розташована на відстані близько 829,9 світлових років від Сонця.